# Kernilis
Kernilis är en kommun i departementet Finistère i regionen Bretagne i västra Frankrike. Kommunen ligger i kantonen Plabennec som tillhör arrondissementet Brest. År 2022 hade Kernilis 1 418 invånare.

## Befolkningsutveckling
Antalet invånare i kommunen Kernilis
Referens:INSEE